# Trigonopterus rosichoni
Trigonopterus rosichoni – gatunek chrząszcza z rodziny ryjkowcowatych i podrodziny krytoryjków.

## Taksonomia
Gatunek ten opisany został po raz pierwszy w 2021 roku przez Radena P. Narakusumo i Alexandra Riedela na łamach „ZooKeys”. Jako miejsce typowe wskazano górę Dako w kabupatenie Tolitoli w indonezyjskiej prowincji Celebes Środkowy. Epitet gatunkowy nadano na cześć Rosichona Ubaidillaha, indonezyjskiego hymenopterologa.

## Morfologia
Chrząszcz o ciele długości od 2,3 do 2,8 mm, wysklepionym, w zarysie prawie jajowatym ze słabym przewężeniem między przedpleczem a pokrywami, ubarwionym czarno z rdzawymi czułkami i  odnóżami. Ryjek samca zaopatrzony jest w szeroką listewkę środkową i parę listewek przyśrodkowych, samicy zaś jest z wierzchu wypłaszczony. Powierzchnia przedplecza jest oprócz linii środkowej gęsto i grubo punktowana. Pokrywy mają rzędy z punktami oraz płaskie, skąpo punktowane międzyrzędy. Wszystkie odnóża mają uda pozbawione ząbków, zaopatrzone w niezmodyfikowane listewki przednio-brzuszne. Tylna para odnóży ma na udach przedwierzchołkową łatkę strydulacyjną oraz lekko karbowaną krawędź tylno-grzbietową. Genitalia samca mają prącie o bokach prawie równoległych i skąpo oszczecinionym szczycie z kanciastą wypustką środkową. Aparat przenoszący jest biczykowaty, natomiast przewód wytryskowy pozbawiony jest bulbusa.

## Ekologia i występowanie
Ryjkowiec ten zasiedla górskie lasy. Spotykany jest na rzędnych od 970 do 1750 m n.p.m. Bytuje na listowiu roślinności.
Owad orientalny, endemiczny dla Celebesu, znany tylko z lokalizacji typowej w prowincji Celebes Środkowy.